# Chintamani
Chintamani è una città dell'India di 65.456 abitanti, situata nel distretto di Kolar, nello stato federato del Karnataka. In base al numero di abitanti la città rientra nella classe II (da 50.000 a 99.999 persone).

## Geografia fisica
La città è situata a 13° 24' 0 N e 78° 4' 0 E e ha un'altitudine di 864 m s.l.m..

## Società

### Evoluzione demografica
Al censimento del 2001 la popolazione di Chintamani assommava a 65.456 persone, delle quali 33.829 maschi e 31.627 femmine. I bambini di età inferiore o uguale ai sei anni assommavano a 8.152, dei quali 4.167 maschi e 3.985 femmine. Infine, coloro che erano in grado di saper almeno leggere e scrivere erano 43.653, dei quali 24.570 maschi e 19.083 femmine.